# IEEE 1355
IEEE 1355-1995, IEC 14575, 또는 ISO 14575는 이기종간 연결(Heterogeneous Interconnect, HIC)를 위한 표준이다. 이 표준은 저렴하고, 지연시간이 낮으며, 확장 가능한 직렬 연결 시스템이다. 원래 다수의 저가형 컴퓨터 간에 서로 통신하기 위해 만들어졌다. IEEE 1355는 다른 데이터 네트워크보다 복잡하지 않다. 또한 이 표준은 몇 가지의 다양한 전송 미디어 형식을 정의한다.
고수준 네트워크 로직이 호환가능하기 때문에 저가형 전자 어댑터도 사용 가능하다. IEEE 1355는 과학 실험실 등에서 자주 이용된다.